# 大西洋壁壘
大西洋壁垒（德語：Atlantikwall）是纳粹德国在第二次世界大战期间，为防御盟军可能从英国发动对納粹德國佔領下的歐洲的入侵，于1942年至1944年间在欧洲大陆及斯堪的纳维亚半岛沿海修建的大规模海岸防御体系和工事群。其中，大西洋壁垒的建设、人员部署与军事防御均由納粹德國陸軍负责；纳粹德国空军的地面部队提供部分支援；而纳粹德国海军则维持一套独立的沿海防御体系，并将其划分为若干个海防区域加以组织与管理。
希特勒于1942年根据他的第40号元首指令下令修建这套防御工事。超过50万名法国工人被征召参与建设。这道防线在纳粹宣传中频繁出现，其规模与坚固程度常被夸大。该防御体系涵盖了巨型海岸炮、炮台、迫击炮以及火炮等防御设施。其中，各类火炮部署数量达数千门。如今，这道防线的遗迹依然遍布于这道壁垒所涉及的国家的海岸沿线上，尽管其中许多部分已因海岸侵蚀或人为拆除而不复存在。

## 建造歷史
此防線的前身自1940年7月開始建造，當時德國並未想過建設規模如此巨大的防禦工事，僅在法國沿海的加萊—滨海布洛涅一帶製造4座重型海軍砲台，該建設工程由托特組織負責。在法國戰役打敗盟軍後，為防止英國突擊隊的騷擾和登陸，逐第建造。巴巴羅薩作戰開始後，為將更多兵力投入蘇德戰爭中，必須降低西線守軍兵力，而有了後來的大西洋壁壘。在1942年3月23日发布的第40號元首指令正式要求建立大西洋壁壘，周圍的防禦工事原集中在港口。1943年11月，陸軍元帥隆美爾受命負責監督大西洋壁壘的建造，隆美爾便加緊建造進度和提高防禦工事的靈活性，將其防禦力大幅提昇。
一開始時仍有不錯表現，數次打敗自由法國的轟炸和英軍入侵等小型登陸行動，但後來在由美國、英國、自由法國、加拿大和荷兰流亡政府聯合策劃的大型登陸行動諾曼第戰役時卻失敗，間接令納粹德國於第二次世界大戰戰敗。現在各地多處仍保留當年的德軍反登陸障礙物。

## 防禦工事的組成

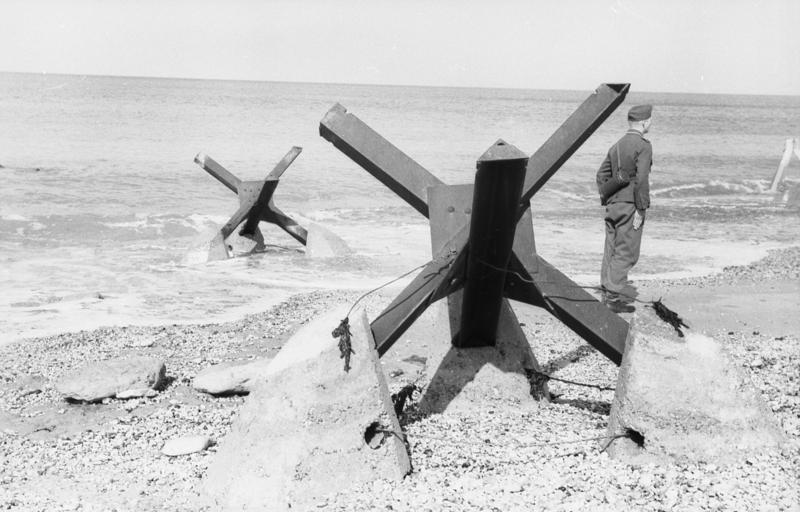
位於加来海灘上的「捷克刺蝟」障礙物

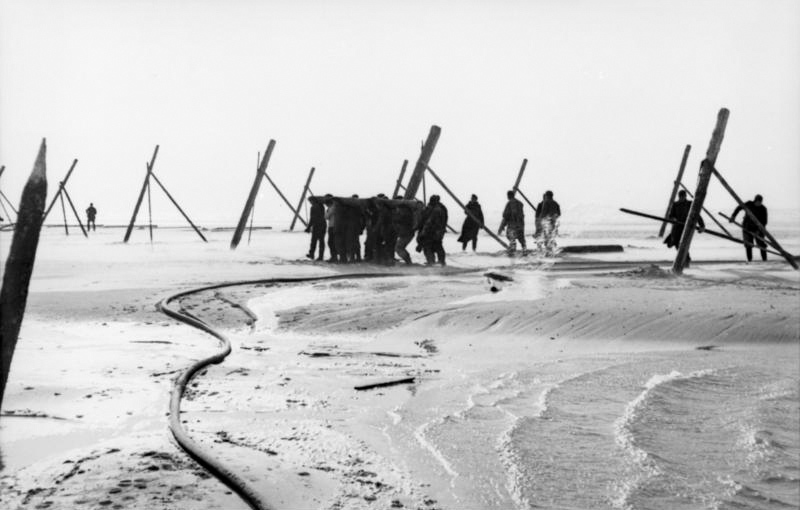
被裝設來對付漲潮時盟軍登陸艇的木樁

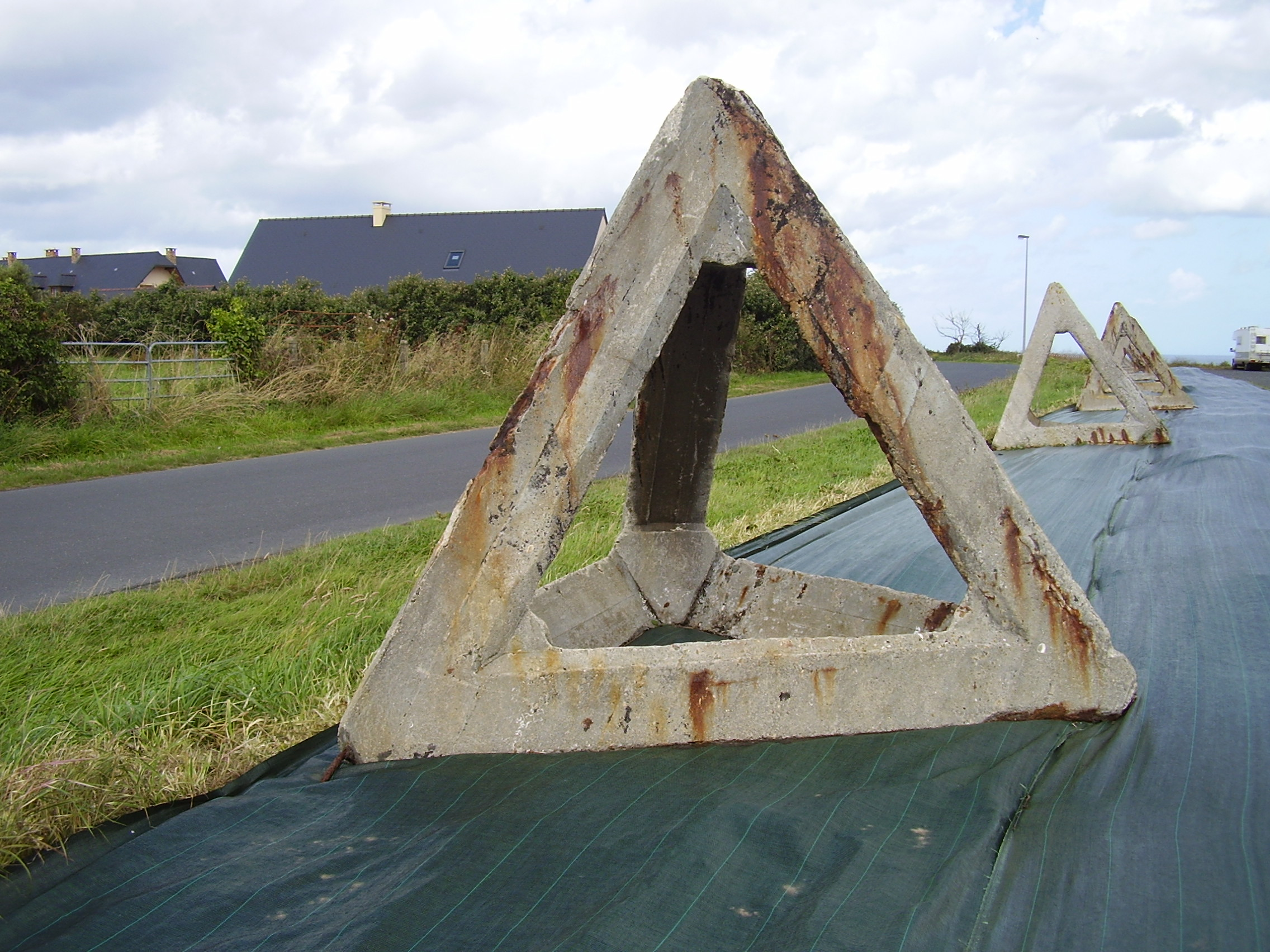
被稱作「惡魔方塊」的障礙物

德國在大西洋長城中的防禦設施有數種碉堡、火砲陣地（還有許多偽裝成海邊別墅的砲台）、數百萬枚不同種類的地雷交叉分佈配置（如著名的人員殺傷雷S型地雷與反坦克的T型地雷）、延緩登陸速度的障礙物：如鐵絲網、由鋼條焊接而成的捷克刺蝟、空心三角錐的惡魔方塊、以及專對裝甲車輛的反坦克壕、「龍牙」型障礙物，灘上的木樁上有些具備地雷和能劃破登陸艇的刀片，隆美爾認為盟軍在進行登陸作戰時會以大量傘兵空降輔助，因此在海岸灘頭距離稍遠的林地與草地垂直插上木樁與鐵軌，此工事被稱為「隆美爾蘆荀」（Rommelspargel），其他還有將低窪地區引進水以形成人工沼泽，用以溺斃敵軍。除了基本的反登陸外，大西洋壁壘也要為鄧尼茲的潛艇港口提供防禦力量。

## 各區防禦工事和兵力分佈

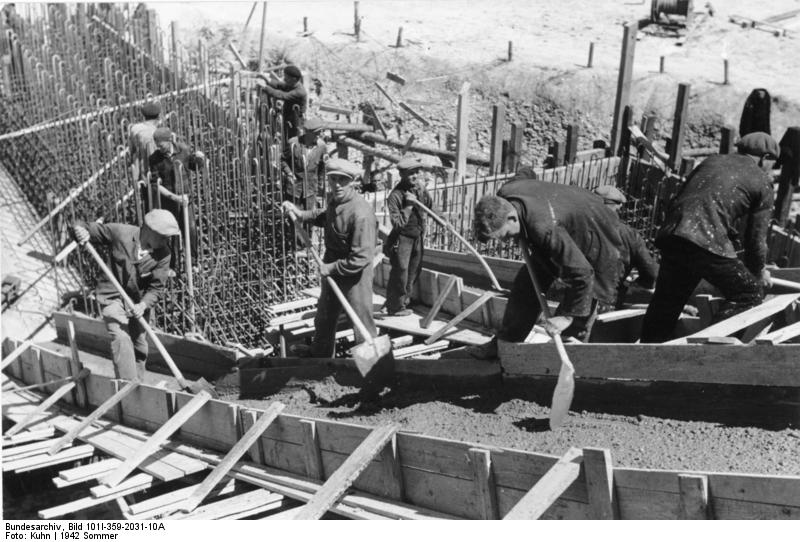
大西洋長城的建造情形

德國在此防線上的施工程度不一，兵力也不同。德國在西線共有58個師，總兵力95萬人，大部分素質低下且缺員，重型武器有1,500輛坦克和5,000多門火砲。德軍將重點防禦地點劃為36份，挪威3個、丹麥4個、德國10個、荷蘭4個、法國12個、海峽群島3個。
- 德軍分成西線總司令格尔德·冯·伦德施泰特，陸軍麾下有西線裝甲軍團、B集團軍（由埃尔温·隆美尔指揮）、G集團軍（由約翰內斯·布拉斯科維茨指揮）；負責防禦西線海岸線的德軍共有38個師，比利時、荷蘭境內有8個師，法國諾曼底地區僅有6個師。
- 海軍則是由歐多爾·克朗克（Theodor Krancke）指揮的西線海軍艦隊，能調動資源有100艘各式潛艇、8艘驅逐艦和魚雷艇、34艘S艇和262艘掃雷艇。
- 空軍則是第3航空隊（名義上由胡戈·施佩勒指揮，實際上只有戈林能調動），擁有815架飛機：325架轟炸機、315架戰鬥機和75架攻擊機，其中能正常運作者僅半數。

### 法國

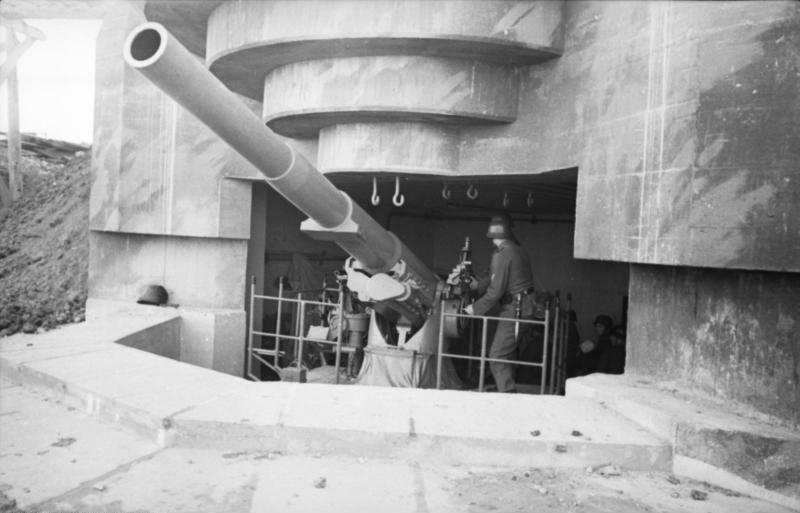
1944年，大西洋城堡壘上的岸防炮

雖然是德國的重點防禦地段，各地的建造程度卻不一，諾曼底地區在盟軍登陸時僅完成約30％，在盟軍的火力壓制下，被破壞處甚多。截至盟軍登陸，德軍在法國北部沿海約佈下600萬枚地雷。防禦地段有敦克爾克、加來、瑟堡、布洛涅、下诺曼底等地，雷達站和V型飛彈的發射場十分多，20門口徑280mm以上的巨型火砲，光是布雷斯特就駐有3.5萬人。海峽群島則共駐有2.5萬多人，設有28個大型砲台。

### 荷蘭
駐在荷蘭的部隊約有4個師，另外還建有3座大型防禦工事、60座砲台；而離重要港口安特衛普不遠的瓦爾賀倫島設有18個大型砲台，駐有超過1萬人。

### 比利時

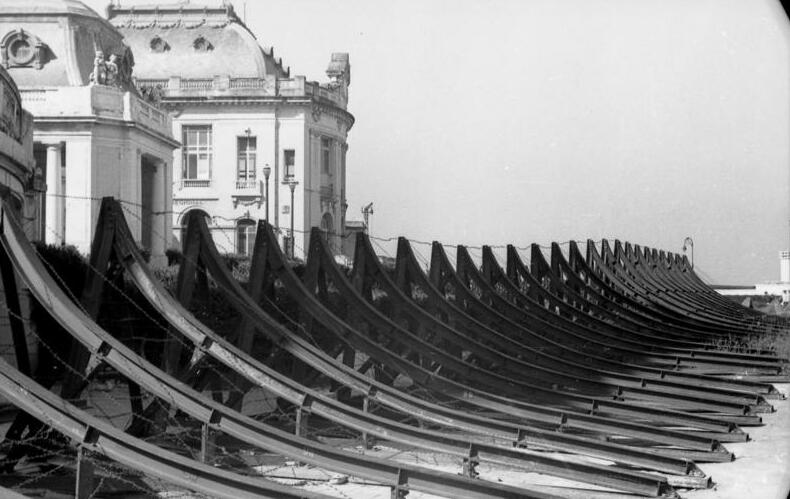
位於比利時的反坦克障礙物

比利時的海岸線附近設有37座砲台和15個要塞區，其中有V型飛彈的發射場。到了1943年12月21日隆美爾視察工事僅完成50％。

### 挪威

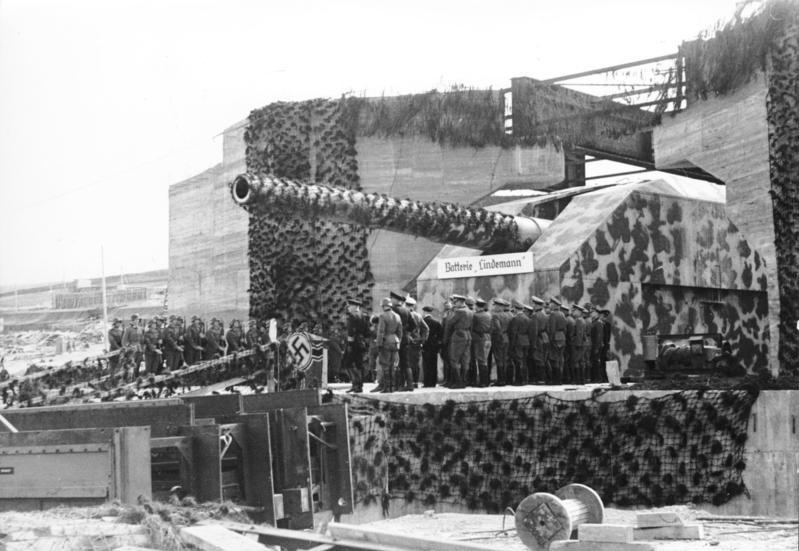
挪威的林德曼砲台，這張照片拍下時它還無法使用，僅是為德軍造勢

在英軍數次派出特種部隊突襲挪威後，希特勒直覺性的認為英軍將會入侵挪威，因此對該區投下大量軍力與資源；截至1944年4月駐挪威軸心國兵力約有16個師，擁有225個砲兵陣地和中大型火砲1,000門，還另有280座加強型大型防禦工事、超過1,000處小型加強型工事、15座岸基魚雷發射陣地。挪威沿岸還有11個超過280mm的巨型火砲陣地，有35門巨砲。另外在1943年2月，英軍突擊隊發起岡塞賽德行動，成功摧毀了位於韋莫克的德國重水工廠。

### 丹麥

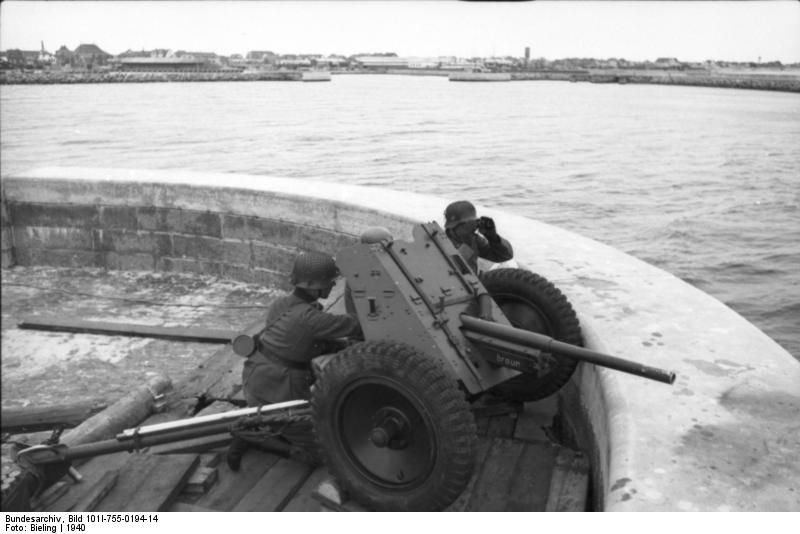
丹麥防線上的輕防炮

丹麥設有78個砲兵陣地、約300門中大型火砲、2,000多座要塞型工事，駐有3個師和9個海岸砲兵營、4個海軍高射砲營和2個後備砲兵營。

## 失敗原因

### 兵力
- 守軍兵力素質不一，多為守備師或後備役，且裝備缺乏，特別是裝甲部隊和飛機，兵力調動也不統一。
- 蘇聯開始反攻，令德國順顧及三線防守。
- 以倫德施泰特為首的前東線軍官主張集中裝甲師，在盟軍登陸進行縱深作戰時集中消滅，主要是由於裝甲師數量極為不足，分散防禦只會更加浪費，即進行「機動防禦」；但隆美爾認為德軍兵力不足，主張將裝甲兵力分散於攤頭前不遠處，因為一旦盟軍登陸成功德軍必敗無疑，除非讓登陸兵力消滅在沙灘上，且若在敵方登陸後再進行機動防禦，基於北非作戰的經驗，在盟軍擁有制空權下是極為不易的。由於以上觀點的衝突，兩人還有數次爭吵，直到盟軍登陸時。
- 盟軍開始登陸時，西線司令部曾上報希特勒，但最高統帥部的約德爾卻以元首休息和認為是盟軍聲東擊西來回應，使得倫德施泰特無法在關鍵時刻動用足夠的裝甲師來反制，到了盟軍已鞏固陣地後才派出前往戰鬥。
- 隆美爾估計登陸地點錯誤。

### 要塞本身

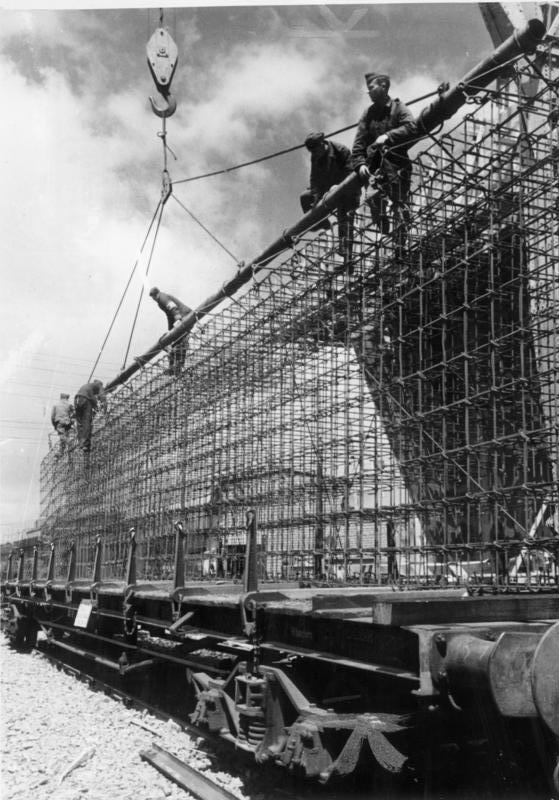
建築中的大西洋堡壘

大西洋壁壘未建造完成，地雷並未埋好、要塞未建成，在盟軍登陸前的艦砲、飛機重火力轟炸下，防禦結構多處被破壞；另外就是，盟軍有獲得整個大西洋壁壘的藍圖：1942年，一名名叫雷內·杜歇的法國特務，偽裝成油漆工意外偷得德軍整個大西洋壁壘設計圖，並將它交給盟軍，使它的主要防禦工事早已被盟軍所洞悉。

## 後續

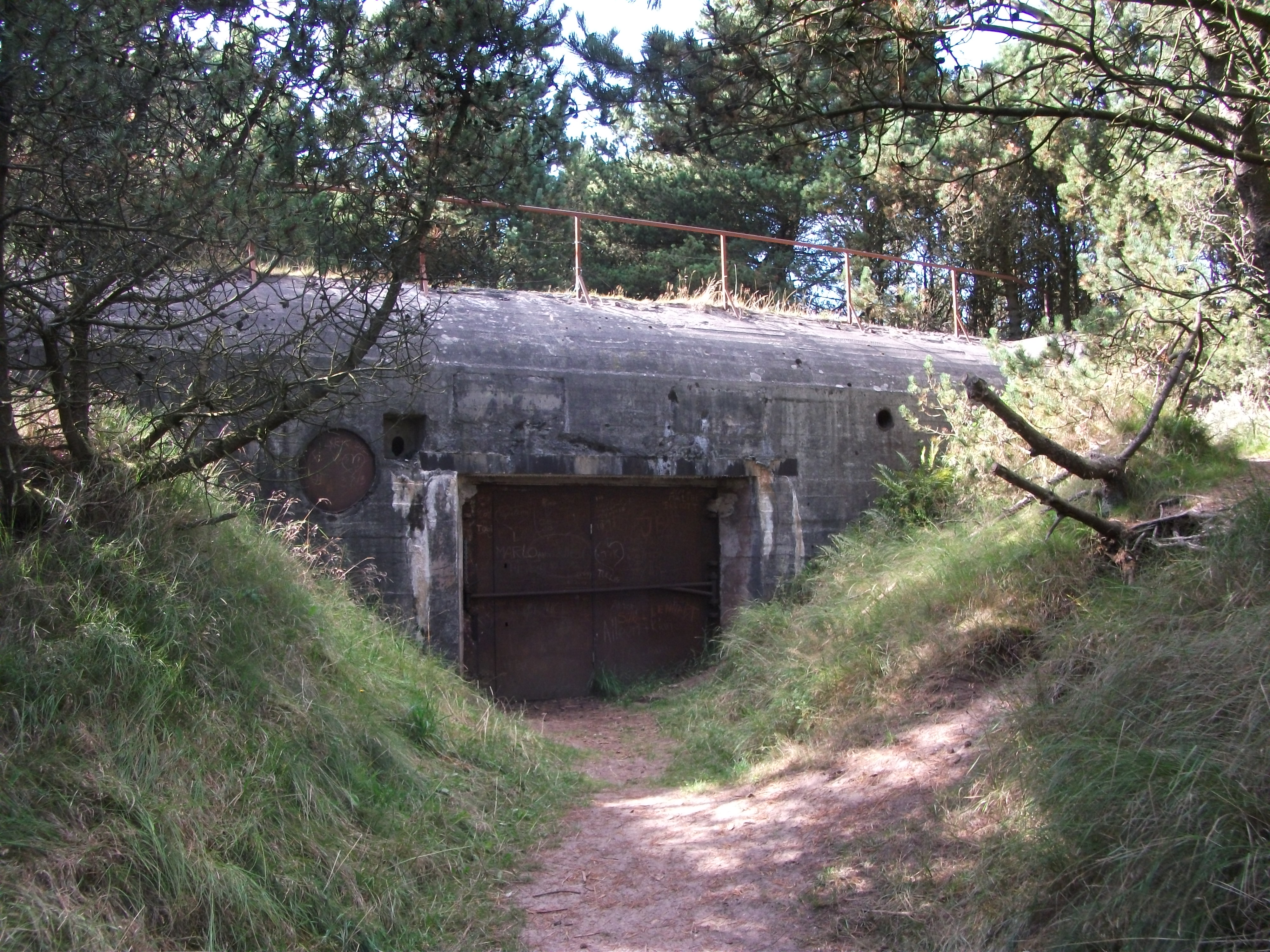

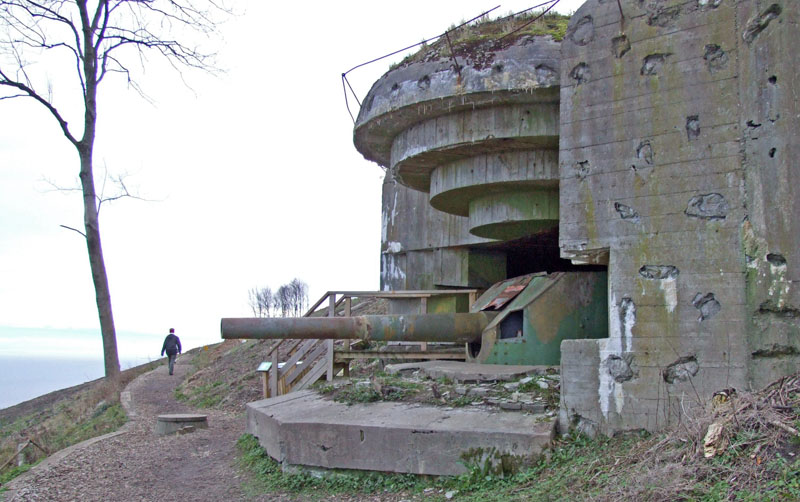

現今，法國北海岸至比利時、荷蘭和挪威上仍存有當時的遺跡、碉堡和障礙物。

## 外部連結
- AtlantikWall.dk （页面存档备份，存于）
- Atlantikwall.co.uk （页面存档备份，存于）
- The defences of the Atlantikwall at Omaha Beach
- Atlantikwall.fr （页面存档备份，存于）
- Atlantikwall.net
- The Atlantikwall in Denmark[]
- Bunkertypes, maps, museums and others （页面存档备份，存于）
- The Atlantic Wall Linear Museum  （页面存档备份，存于）
- Britannica Online （页面存档备份，存于）
- Museumscenter Hanstholm
- Fortress Alderney
- Bunker Pictures: Pictures, locations, information about bunkers from WW2 and The Atlantikwall （页面存档备份，存于）
- Information site about the Atlantikwall in the Netherlands, Haagse Bunker Ploeg
- Atlantikwall Museum Noordwijk, Site about the Atlantikwall Museum Noordwijk in the Netherlands （页面存档备份，存于）
- Information about the open air museum in Ostend, Belgium.
- Festung Europa : Bunkers in the Atlantikwall （页面存档备份，存于）
- Places of interest for the war tourist along Hitlers Atlantic Wall in Denmark and Norway (English) （页面存档备份，存于）
- Fortifications in Denmark and Europe through a thousand years (Danish) （页面存档备份，存于）
- The Atlantic Wall in North Brittany (Bretagne Nord), France. Shore & Beach, 2004, 72:4 10–12 （页面存档备份，存于）